# Mike E. Smith
Mike E. Smith, född 10 augusti 1965 i Dexter i New Mexico i USA, är en amerikansk jockey. Han är sedan 1990-talet en av USA:s mest framgångsrika galoppjockeys, och har tagit över 5 600 segrar. Han valdes in i Horse Racing Hall of Fame 2003, och är den jockey som segrat i flest Breeders' Cup-löp, med 26 segrar. 2018 red Smith Justify till seger i de tre Triple Crown-löpen, och blev vid 52 års ålder den äldsta jockeyn som tagit titeln.

## Karriär
Smith började rida löp i New Mexico vid 11 års ålder och tog ut sin jockeylicens vid 16 års ålder 1982. I nionde klass hoppade Smith av Dexter High School, och kort därefter följde han med sin farfar och red löp på Hawthorne Race Course i Chicago, Ak-Sar-Ben i Omaha och Oaklawn Park Race Track i Hot Springs, Arkansas.
Smith gjorde sin lärlingsutbildning på Canterbury Downs i Minnesota innan han flyttade till New York 1989. År 2000 etablerade han sin hemmabas i södra Kalifornien. Mike Smith tog sin 5 000:e seger i karriären då han tillsammans med Amazombie segrade i Potrero Grande Stakes på Santa Anita Park den 7 april 2012.

### Triple Crown
Smith har på senare år valt att rida färre men mer pengastinna löp. Då han nått stora framgångar med att göra detta har han fått smeknamnet "Big Money Mike". 2018 blev Smith ordinarie ryttare på Justify, som, efter att ha vunnit två löp med hästen i Kalifornien, vann 2018 års upplaga av Kentucky Derby. Med segern bröt hästen den 136-åriga så kallade Curse of Apollo, då ingen häst sedan Apollo 1882, hade lyckats segra i löpet utan att tävla som tvååring. Två veckor senare vann Justify och Smith Preakness Stakes och den 9 juni 2018, i Belmont Stakes, red Smith Justify till seger, och blev den 13:e hästen som tog en Triple Crown. Smith blev vid 52 års ålder den äldsta jockeyn som tagit titeln.